# 肉体関係 (クレイジーケンバンドの曲)
『肉体関係』（にくたいかんけい）は、2001年6月25日に発売されたクレイジーケンバンド1枚目のシングル。2003年5月21日に再発された。

## 解説
クレイジーケンバンドのレア・トラック集。11曲目から18曲目は横山剣によるリミックスを収録している。
本作はオリジナル・アルバムと同等の収録曲数・価格帯となっているが、クレイジーケンバンドでは本作をアルバムではなくマンモスシングルと銘打っており、公式ホームページのディスコグラフィにも、その旨が記されている。
本曲の別バージョンとしてRHYMESTERによる「肉体関係 part2 逆featuring クレイジーケンバンド」が存在する。

## 収録曲
- 11 - 18「ィヨコワケハンサムなプレイボーイ Crazy Ken's Non Stop Live Mix」

1. 肉体関係　4:12
2. ベレット1600GTヨコスカ仕様　4:41
3. 肉体関係者各位　0:13
4. ウォーカーヒルズ・ブーガルー Akasaka Latin Quarter Deluxe　4:42
5. 発光!深夜族 Honmoku'69 Tune　5:40
6. 金魚鉢 L.B.B.'S DUB SIESTA　8:19
7. 狂剣的世界　0:17
8. パパ泣かないで　3:49
9. スージー・ウォンの世界（山下町 mix）　8:26
10. かっこいいブーガルー　4:03
11. 葉山ツイスト（[a] the readymade ye ye track）　2:49
12. 大人のおもちゃ（[a] 歌舞伎町 mix）　2:56
13. 長者町ブルース（AUDIOMUSICA N゜10）　3:27
14. あるレーサーの死（AUDIOMUSICA N゜12）　6:13
15. ショック療法（激情 mix）　0:43
16. ハンサムなプレイボーイ（readmade 524 mix）　3:08
17. 大人のおもちゃ（[b] 歌舞伎町 mix）　0:10
18. 葉山ツイスト（[b] the readymade ye ye track）　0:25
19. M.C.C.K.　0:25
20. また逢いましょう　7:39
21. 肉体関係者各位 2　0:07